# Ли, Чарльз
Чарльз Ли (англ. Charles Lee; 6 февраля 1732 — 2 октября 1782) — британский офицер, позже генерал-майор Континентальной армии. Вначале Ли участвовал в Семилетней войне и служил в британской армии. После войны он продал свой офицерский патент и некоторое время служил в польской армии Станислава II. В 1773 году Ли переехал в Америку и купил недвижимость в Вирджинии. С началом войны за независимость в 1775 году он ушёл добровольцем служить с повстанческими силами. Он надеялся стать главнокомандующим Континентальной армии, однако Конгресс назначил его вторым по старшинству после Джорджа Вашингтона.
В 1776 году его войска отразили британскую попытку атаковать порт Салливан, что укрепило его положение в армии и Конгрессе. В тот же год Чарльз Ли был захвачен в плен драгунами Тарлтона и находился в плену, пока не произошёл обмен в 1778 году. Возможно, Ли передал британцам много секретов. Впоследствии он был отдан американцами под суд, после чего отстранен от службы.

## Происхождение
Чарльз Ли родился в графстве Чешир. Он был сыном генерала Джона Ли и его жены Изабеллы Банбери. В юности он был отправлен в школу Швейцарии где обучился нескольким языкам. В 1746 году в возрасте четырнадцати лет он вновь вернулся в Англию. В том же году его отец, тогда полковник 55-го пехотного полка, купил Чарльзу звание прапорщика в своем полку.

## Семилетняя война

### Северная Америка
Завершив обучение, Ли прибыл на службу в свой полк в Ирландию. В 1751 году он купил патент лейтенанта. В 1754 году вместе с полком под командованием Эдварда Брэддока был послан в Северную Америку во время Франко-индейской войны. Ли участвовал в экспедиции Брэддока и присутствовал при поражении Брэддока в битве при Мононгахеле в 1755 году. Во время пребывания в Северной Америке он женился на женщине из племени Мохоков. Жена родила ему двоих близнецов. По свидетельствам современников, уже тогда Ли отличался крайне высоким самомнением и взрывным темпераментом. Именно его индеец-тесть дал ему прозвище «кипящая вода» или «кипяток».
В 1756 году Ли приобрел патент капитана 44-го полка. В 1757 году принял участие в экспедиции против французской крепости Луисбург. Позже, в 1758 году Ли участвовал в неудачной попытке штурма форта Тикондерога, где был тяжело ранен в бою. После выздоровления он принял участие в захвате форта Ниагара в 1759 году и Монреаля в 1760 году, которыми закончилось британское завоевание Канады.

### Португалия
Спустя некоторое время Ли вернулся в Европу, где перевелся в 103-й пехотный полк майором.
Впоследствии он стал подполковником португальской армии. Под командованием Бургойна воевал в Португалии против вторжения испанцев в 1762 году. Отличился при Вила-Велья.

### Польша
Португальская кампания не принесла Чарльзу генеральского чина, которого он, по собственному мнению, заслуживал. Он остался майором, по окончании войны полк был распущен, а Ли уволен в отставку на половинное жалование.
В 1765 году он воевал в Польше, служил флигель-адъютантом у короля Станислава II. Вернулся в Англию, но желаемого повышения по службе не получил. В 1769 году снова отправился в Польшу, участвовал в русско-турецкой войне. Дрался на дуэли, где убил своего противника. Опять не получил генерала и снова вернулся в Англию. В 1772 году, хотя все ещё в отставке, получил повышение до подполковника. Считая себя недооцененным, окончательно разочаровавшись в британской армии, Ли решил обосноваться в Америке. Он переехал в колонии в 1773 году, и купил землю в Вирджинии. Своё поместье (в современной Западной Вирджинии) он назвал Прато Рио.

## Американская война за независимость
19 апреля произошло первое столкновение американских колонистов с британской армией (Сражения при Лексингтоне и Конкорде), а в мае собрался Второй Континентальный конгресс, который официально создал Континентальную армию и учредил должности главнокомандующего и генерал-майоров. Ли мог претендовать на должность главнокомандующего, однако было решено, что ввиду того, что он родился в Англии, он не должен командовать армией, состоящей полностью из уроженцев колонии. В итоге главнокомандующим стал Джордж Вашингтон. 15 июня Ли стал одним из первых четырёх генерал-майоров. Томас Маффлин предложил сделать его вторым по старшинству после Вашингтона, ввиду его многочисленных заслуг, но Джон Адамс выступил против: генерал Артемас Уорд, фактически командир армии под Бостоном, не согласился бы служить под командованием иностранца. По этой причине Ли стал третьим по старшинству.
Ли, однако думал, что учитывая его опыт и прошлые войны, ему дадут должность главнокомандующего. При этом он не видел, что относится к службе так, как было принято в британской армии: как к привилегии, положенной ему от рождения, источнику дохода и высокого положения. Например, он считал, что раз присоединился к революции и потерял свои имения в Англии, американцы должны ему их компенсировать. Мало того он, по выражению современника, «считал, что Бог не создал ничего лучше Чарльза Ли», и не стеснялся об этом говорить. Безусловно колоритный и заметный, он при этом был груб, заносчив, и не скрывал привычек к пьянству и широкой жизни.
В итоге его обошёл Вашингтон, не имевший такого длинного послужного списка, но более способный, трезвый, уже показавший себя и главное, готовый служить без жалования, только бы Конгресс покрывал его расходы. После этого Ли испытывал к своему командующему только презрение, которого не скрывал. Благодаря колоритной личности и поведению, он многими (по обе стороны фронта) рассматривался как неофициальный заместитель Вашингтона, хотя этот пост занимал другой генерал.

### Чарльстон
Ли получил должность командующего т. н. канадским контингентом Континентальной армии, но так в неё и не вступил. Вместо этого он принял южный контингент. За полгода, проведенные на этом посту, британцы послали экспедицию Клинтона и Паркера против Чарльстона, которую его войска отразили в самом начале. Непосредственно обороной форта Салливан командовал полковник Молтри. Однако победа укрепила позиции Ли. В июне он был отозван в главную армию.

### Нью-Йорк
По прибытии в главную армию в Нью-Йорке, на пике популярности Ли получил знак одобрения и от Вашингтона: форт Индепенденс на Гудзоне был переименован в форт Ли. Наряду с генералом Салливаном, он стал заместителем Вашингтона и получил в командование колонну (примерно равную дивизии). Однако по ходу кампании, по мере отступлений и поражений Континентальной армии, пользуясь тем, что популярность Вашингтона падает, Ли возобновил интриги с целью занять пост главнокомандующего. При этом свои обязанности как командира он выполнял с прохладцей — тоже привычка, принесенная из британской армии.
Когда Нью-Йорк пал, Ли командовал отрядом, оставленным севернее города. Зимой Вашингтон вознамерился собрать все ещё оставшиеся силы армии в зимнем лагере под Филадельфией, в том числе приказал Ли идти к нему на соединение. Ссылаясь на обстоятельства, Ли довел свой отряд только до Морристауна, всего в 25 милях от Нью-Йорка. Пока он отдыхал от военных трудов, его местонахождение стало известно лоялистам, и 12 декабря 1776 года подполковник Тарлетон с одной ротой легкой кавалерии захватил его врасплох на постоялом дворе. Ли попал в плен. К Вашингтону войска привел назначенный вместо него Салливан. Многие считали, что его плен стал серьёзным ударом для американцев. На самом деле Вашингтон был этим избавлен от проблемы.
Ли оставался в плену до 6 апреля 1778 года, когда его официально обменяли на генерал-майора Прескотта. Его поведение в плену не нравилось как британцам, так и американцам. Последние считают, что он выдал военные секреты. Что произошло точно, неясно, однако переписка указывает, что он пытался встретиться с генералом Хау, предлагал показать способ разбить американцев, но Хау не пожелал его видеть. Ли и в плену не бросил своих привычек, например однажды в письме запросил американцев «..прислать моих собак, в обществе которых я никогда прежде так не нуждался».

## Монмут
Во время отхода Клинтона из-под Филадельфии Чарльз Ли был заместителем Вашингтона и командовал авангардом американской армии в сражении при Монмуте. Он получил это назначение не за отличия, а по старшинству. Ему было поручено сковать Клинтона лобовой атакой. Однако он, полагая себя в меньшинстве (что так и было), отступил прямо на порядки Вашингтона. Тот публично его отчитал. Ли ответил пререканиями, неподчинением и был помещен под арест. Позже его судил трибунал за неподчинение прямому приказу и открытое неуважение к старшему командиру, признал виновным и на год отстранил от службы.

## Конец карьеры, кончина и память
Ли пытался отменить приговор трибунала через Конгресс, но безуспешно. После этого он перешёл к публичным нападкам лично на Вашингтона. В результате подчиненный Вашингтона полковник Лоуренс вызвал его на дуэль и ранил в бок. Кроме него, Ли получил ещё несколько вызовов. 10 января 1780 года он был уволен со службы. В отставке поселился в Филадельфии, где подхватил горячку и 2 октября 1782 года умер.
В честь него в США названы форт Ли и несколько городов, в том числе Ли (Массачусетс), Ли (Нью-Гэмпшир) и Ли-Таун (Западная Виргиния).

## В массовой культуре
- Выступает второстепенным антагонистом в видеоигре Assassin’s Creed III. При создании образа Чарльза Ли в игре частично использовались подлинные факты его биографии, однако степень исторической достоверности всё же невелика.
- Является персонажем в бродвейском мюзикле «Гамильтон». Имеет свои партии в песнях «Ten Duel Commandments», «Stay Alive».
- В сериале «Поворот: Шпионы Вашингтона» представлен как британский шпион в рядах Континентальной армии.